# ABCスポーツプラス
ABCスポーツプラスは、大阪・ABCラジオ（朝日放送）でナイターシーズンの毎週日曜日21:05- 22:15に放送されていた番組。
月曜日から土曜日の同時間帯に放送されている「ABCミュージック21」と同じく「ABCフレッシュアップナイター」のフィラー（クッション番組）的存在・役割りを果たす番組である。その日のスポーツの結果や音楽などを伝える。2006年度は行わない。これは土曜日のABCスポーツJAMの新設に伴うものとも考えられている。

## 出演者
- 岩崎なおあき（劇団パロディフライ）